# Lanz
Lanz är en kommun och ort i Landkreis Prignitz i förbundslandet Brandenburg i Tyskland. 
Kommunen ingår i kommunalförbundet Amt Lenzen-Elbtalaue tillsammans med kommunerna Cumlosen, Lenzen (Elbe) och Lenzerwische.

## Kända invånare
Friedrich Ludwig Jahn (1778–1852), "Turnvater Jahn", grundare av den tyska gymnastikrörelsen, föddes i Lanz.